# Vincenzo Della Mura
Vincenzo Della Mura (Palo del Colle, 16 giugno 1888 – Palo del Colle, ...) è stato un generale italiano del Regio Esercito durante il primo e il secondo conflitto mondiale, ove si meritò una medaglia d’argento al valor militare.

## Biografia
Avviatosi alla carriera militare, negli anni Venti della Mura partecipò alla campagna d’Africa, per la sua riconquista, e meritò l’elogio delle gerarchie militari partecipando anche alle operazioni di pacificazione con i fieri capi avversari, sapendo apprezzare i punti di vista degli stessi nemici.
Promosso generale di brigata dal 1º luglio 1937 permase in colonia ancora.
Fu vice comandante della 63ª divisione Cirene a Bengasi dal 1º ottobre 1937.
Infine, sempre in Libia, dal 1º febbraio 1939, venne assegnato (generale di divisione con anzianità 1º luglio 1940) alla div. Sirte, che si coprì di gloria per l’eroica difesa della piazzaforte di Tobruk, nel gennaio 1941.
La 61ª Divisione fanteria "Sirte" fu una unità di fanteria del Regio Esercito.
Era in particolare una divisione autotrasportabile, ovvero prevedeva la motorizzazione dell'artiglieria e dei supporti divisionali, con l'aggiunta di un battaglione di carri leggeri e l'eliminazione di ogni componente di animali da soma o da traino, vista la difficoltà di approvvigionamento di acqua e foraggio in ambiente desertico.
Il 10 giugno 1940, al momento della dichiarazione di guerra, la divisione era dislocata sul confine libico-tunisino, fino a quando viene trasferita in Cirenaica, nella zona di Gambut ed assegnata alla protezione delle retrovie.
A dicembre, al momento dell'offensiva britannica, la divisione viene schierata a difesa di Tobruk e delle vie di comunicazione tra il Forte Capuzzo e Ain el-Gazala. Dopo violenti scontri, dall'8 gennaio 1941 i reparti della divisione verranno sottoposti a pesanti e logoranti bombardamenti aerei.
Investita alle spalle il 20 gennaio, il successivo 23 la divisione viene sciolta in seguito alla caduta degli ultimi capisaldi.
Nella difesa di Tobruk si distinse particolarmente la divisione Sirte che, insieme ad altri reparti dell’esercito e della marina, difese la piazzaforte. La relazione inglese Da Dunkerque a Bengasi disse di questi nostri uomini: “Le truppe di Tobruk combatterono molto risolutamente e infatti la resistenza apparve la più forte che i britannici abbiano incontrato fino a questo momento. L’attacco è stato più elaborato del solito e gli attaccanti soffrirono più di altre operazioni".
Il generale Vincenzo della Mura venne fatto prigioniero dagli inglesi il 22 gennaio 1941 a Tobruk e detenuto in India fino alla fine del 1943 in un campo di carcerazione inglese. Infine, affranto a causa della sconfitta e della prigionia, fu posto in congedo e tornò nel suo paese natio ove finì i suoi giorni.